# Laura Poitras
Laura Poitras (Boston, 2 febbraio 1964) è una regista, produttrice cinematografica e documentarista statunitense.

## Biografia
Poitras nasce a Boston nel 1964 da Patricia e James Poitras. Ha due sorelle: Jennifer, una consulente, e Christine, un'insegnante d'inglese. In giovane età, Laura si appassiona di cucina e trascorse diversi anni come cuoca a L'Espalier, un ristorante francese a Back Bay, un quartiere di Boston. Tuttavia, dopo aver terminato gli studi alla Sudbury Valley School, dove non c'erano graduatorie, si trasferisce a San Francisco, abbandonando le sue intenzioni di diventare chef. Nel 1992 si trasferisce a New York dove intraprende la carriera cinematografica e nel 1996 si laurea alla New School.
Nel 2003 dirige e produce il documentario Flag Wars, basato sulla gentrificazione a Columbus. Riceve il Peabody Award per il miglior documentario nel 2004 e, sempre nello stesso anno, riceve una nomination per gli Independent Spirit Awards e ai Premi Emmy. Nel 2006 dirige il film-documentario My Country My Country, basato sull'occupazione militare degli Stati Uniti in Iraq, e che ottiene una nomination agli Oscar per il miglior documentario. Nel 2010 dirige The Oath, basato sulla storia di due uomini yemeniti intenti a fuggire dalla guerra. I due film costituiranno in seguito una trilogia che si concluderà nel 2014 con Citizenfour, incentrato sullo scandalo spionistico della NSA denunciato da Edward Snowden, e che si aggiudicherà l'Oscar al miglior documentario.
Nel 2016 dirige il suo documentario dal titolo Risk, incentrato sul fondatore di WikiLeaks Julian Assange e presentato in anteprima al Festival di Cannes. Nel 2022 dirige All the Beauty and the Bloodshed, un documentario sulla vita e la carriera della fotografa statunitense Nan Goldin e sulla sua lotta contro la famiglia Sackler, proprietaria della società farmaceutica Purdue Pharma, ritenuta responsabile delle migliaia di morti per overdose di ossicodone negli Stati Uniti. Il film vince il Leone d'oro per il miglior film alla 79ª Mostra internazionale d'arte cinematografica di Venezia e viene nominato all'Oscar per il miglior documentario nel 2023.
In un articolo sui Cahiers du cinéma dedicato ai tribunali divenuti luoghi privilegiati del cinema della prima metà del XXI secolo, sintomo di una crisi globale del concetto di verità,  il film All the Beauty and the Bloodshed suscita il silenzio e l'inerzia in quanto i funzionari eletti sono riluttanti a prendere misure per proteggere l'ambiente e i musei continuano ad accettare i finanziamenti degli Sackler. L'aricolo di Olivia Cooper-Hadjian termina individuando il compito dei cineasti che interessa alla rivista, quello di inventare la vita.

## Filmografia
- Exact Fantasy (1995)
- Flag Wars (2003)
- Oh Say Can You See... (2003)
- My Country My Country (2006)
- The Oath (2010)
- Citizenfour (2014)
- Risk (2016)
- The Year of the Everlasting Storm (2021) - segmento Terror Contagion
- Tutta la bellezza e il dolore - All the Beauty and the Bloodshed (All the Beauty and the Bloodshed) (2022)

## Premi e riconoscimenti
- Premio Oscar:
  - 2015 - Miglior documentario per Citizenfour
  - 2023 - Nomination al miglior documentario per Tutta la bellezza e il dolore - All the Beauty and the Bloodshed

- Mostra Internazionale d’Arte Cinematografica:
  - 2022 - Leone d'oro per All the Beauty and the Bloodshed

- Independent Spirit Award:
  - 2015 - Miglior documentario per Citizenfour

- Gotham Independent Film Award:
  - 2010 - Miglior documentario per The Oath
  - 2014 - Miglior documentario per Citizenfour

- British Academy Film Award:
  - 2015 - Miglior documentario per Citizenfour

- German Film Award:
  - 2015 - Premio Lola per Citizenfour

- Directors Guild of America Award:
  - 2015 - Miglior regia di un documentario per Citizenfour

- Primetime Emmy Awards:
  - 2015 - Merito Eccezionale per il cinema documentario per Citizenfour

- National Society of Film Critics:
  - 2015 - Award al miglior film non-fiction per Citizenfour

- Sundance Film Festival Excellence in Cinematography Award:
  - 2010 - U.S. Documentary per The Oath